# Kampfbund gegen den Faschismus

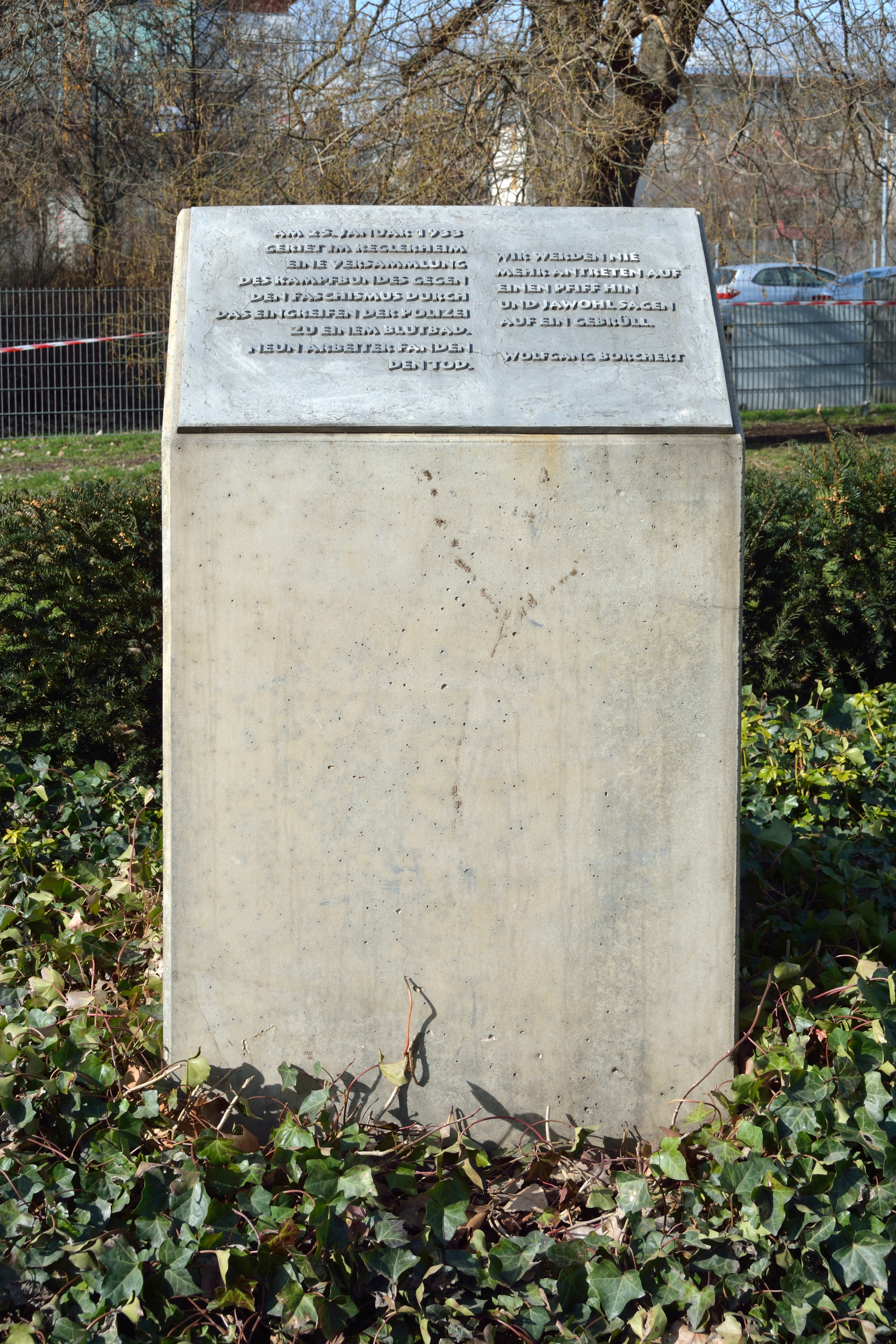
Stele commemorativa di nove membri del Kampfbund gegen den Faschismus uccisi a Dresda

Il Kampfbund gegen den Faschismus (Lega di combattimento contro il fascismo) era un'organizzazione del Partito Comunista di Germania (KPD), fondata nel 1930 ed esistita fino all'instaurazione del regime nazista nel 1933.

## Storia
Il Kampfbund fu fondato come erede dell'ala paramilitare del partito Roter Frontkämpferbund (RFB), bandita a seguito del maggio di sangue del 1929 e attiva solo come organizzazione illegale clandestina. La fondazione del Kampfbund rappresentò anche una reazione all'emergere delle formazioni di difesa (Schufos) del Reichsbanner Schwarz-Rot-Gold, organizzazione paramilitare delle forze repubblicana egemonizzata dal Partito Socialdemocratico di Germania (SPD). In contrasto con l'organizzazione di autodifesa del KPD fondata nel 1931, ai membri del Kampfbund non era permesso portare armi. Il compito del Kampfbund era infatti quello di affrontare i nazionalsocialisti in modo aperto e legale.
Il Kampfbund era presieduto dal dirigente comunista Hermann Remmele e aveva come organo di stampa il quotidiano Die Fanfare. Contava circa 100 000 membri ed era articolato in 1658 gruppi locali e 109 squadroni operativi. Le dimensioni dell'organizzazione erano quindi largamente inferiori a quelle del Reichsbanner, i cui membri erano circa un milione.
In virtù della tattica del fronte unico "dal basso", l'organizzazione avrebbe dovuto coinvolgere tanto gli operai comunisti quanto quelli socialdemocratici. Tuttavia, data la difficoltà di conquistare i lavoratori non comunisti, nel 1932 la dirigenza dell'organizzazione dichiarò: «Nelle sue attuali condizioni politiche e organizzative, il Kampfbund non è in alcun modo in grado di far fronte alle richieste che la lotta di classe nel suo insieme ci pone».
Dopo la formazione del Fronte di ferro da parte di Reichsbanner, SPD, sindacati e altre organizzazioni, il KPD fondò l'Antifaschistische Aktion (Azione antifascista), imperniata intorno al Kampfbund.
Dopo la conquista del potere da parte dei nazisti, alcuni membri continuarono l'attività del Kampfbund nell'illegalità e molti di essi furono imprigionati o uccisi.